# Richard Mico
Richard Mico (auch Micoe, Micho, Meco, Myco; 1590–1661) war ein englischer Komponist. Geboren wurde er in Taunton, Somerset, als ältester von drei Söhnen von Walter Mico.

## Leben
Die Familie, ursprünglich mit Namen „Micault“, war mehrere Generationen zuvor aus Frankreich nach England eingewandert. Es war eine Familie von Kaufleuten: Ein Vetter des Komponisten, Sir Samuel Mico (1610–65), ließ sich um 1630 in London nieder, machte sein Glück im Überseehandel und wurde schließlich „Alderman“ (Beigeordneter) von London und Master der Mercers’ Company. Nach der Restauration wurde er zum Ritter geschlagen.
Richard Mico wurde 1608 zum Dienstmusiker an der Thorndon Hall in Ingrave, Essex, ernannt. Dort arbeitete er für William Petre, den früheren Arbeitgeber William Byrds, als Musiklehrer für die Kinder der Familie und als Komponist für den Haushalt. In einem erhaltenen Dokument quittiert Mico den Empfang der Hausinstrumente: fünfer Gamben, einer Laute, einer Orgel und eines großen Virginals. Dass die Familie offenbar keine zweite Bassgambe besaß, wird für das Fehlen sechsstimmiger Fantasien des Komponisten verantwortlich gemacht. Während seiner Anstellung bei Petre übernahm Mico möglicherweise dessen Glauben und trat zur Römisch-katholischen Kirche über.
1630 wurde er Organist von Henrietta Maria von Frankreich, der Ehefrau Karls I., und blieb dort bis zur Flucht der Königin zu Friedrich Wilhelm, dem Schwiegervater ihrer Tochter Maria Henrietta und Statthalter der Vereinigten Niederlande 1642. Mico blieb in London; spätestens ab Dezember 1658 ist eine jährliche Pension von 20 Pfund durch William Petre nachgewiesen.
Richard Mico wurde am 10. April 1661 in St. Paul’s, Covent Garden, beerdigt. 39 Werke sind erhalten, alle für Gambenconsort, und fast alle in mehreren Manuskripten – nichts davon wurde zu seinen Lebzeiten gedruckt. Christopher Simpson erwähnte ihn sechs Jahre nach seinem Tod als einen der besten Komponisten von Fantasien.

## Werke
Man geht davon aus, dass die erhaltenen Kompositionen in der Zeit vor 1630 entstanden, weil sie nicht dem allgemeinen Trend folgen, Fantasien mit Tänzen zu Suiten zusammenzustellen. Mico gilt als eher konservativ, auch weil er in seinen Consortwerken zwar Tasteninstrumente vorsieht, die aber nur andere Instrumentalstimmen doppeln. Seine Harmonik ist jedoch gekennzeichnet durch eine freie Behandlung von Dissonanzen und eine besondere Vorliebe für übermäßige Dreiklänge, die er meist in Kadenzen als Sextakkord einsetzt.
In der folgenden vollständigen Werkliste folgen Nummerierung und Titel der Musica Britannica, Band 65. "„VdGS“: Zählung der britischen Viola da Gamba Society. Die Tonart wurde aufgrund von Vorzeichnung und Schlussakkord festgestellt. Die Unterscheidung in Alt- und Tenorgambe erfolgte in Hinblick auf die unterschiedlichen Tonumfänge.

### Vier Duos
(für Diskant- und Bassgambe)
- MB-1 (VdGS 1): Fantasia 1 d-Moll
- MB-2 (VdGS 2): Fantasia 2 g-dorisch
- MB-3 (VdGS 3): Fantasia 3 d-Moll
- MB-4 (VdGS 4): Fantasia 4 g-dorisch

### Sieben Fantasien für drei Gamben
(für Diskant- und zwei Bassgamben)
- MB-5 (VdGS 1): Fantasia 1 d-dorisch
- MB-6 (VdGS 2): Fantasia 2 g-dorisch
- MB-7 (VdGS 3): Fantasia 3 g-dorisch
- MB-8 (VdGS 4): Fantasia 4 G-mixolydisch
- MB-9 (VdGS 5): Fantasia 5 d-dorisch
- MB-10 (VdGS 6): Fantasia 6 d-dorisch
- MB-11 (VdGS 7): Fantasia 7 d-dorisch

### Vier Pavanen für vier Gamben
(für zwei Diskant-, Tenor und Bassgambe)
- MB-12 (VdGS 1): Pavane 1 g-dorisch
- MB-13 (VdGS 2): Pavane 2 d-Moll
- MB-14 (VdGS 3): Pavane 3 a-Moll
- MB-15 (VdGS 4): Pavane 4 F-Dur

### Fantasien für vier Gamben
(mit Ausnahme von MB-16 und MB-20 für Diskant-, Alt-, Tenor- und Bassgambe)
- MB-16 (VdGS 14): Fantasia 1 g-dorisch (2 Diskant-, Tenor-, Bassgambe)
- MB-17 (VdGS 13): Fantasia 2 g-Moll
- MB-18 (VdGS 15): Fantasia 3 d-Moll
- MB-19 (VdGS 17): Fantasia 4 d-dorisch (eine Frühversion existiert)
- MB-20 (VdGS 16): Fantasia 5 g-dorisch (2 Diskant-, Tenor-, Bassgambe)
- MB-21 (VdGS 1): Fantasia 6 F-Dur
- MB-22 (VdGS 2): Fantasia 7 F-Dur
- MB-23 (VdGS 3): Fantasia 8 F-Dur
- MB-24 (VdGS 4): Fantasia 9 C-Dur
- MB-25 (VdGS 5): Fantasia 10 C-Dur über das Hexachord
- MB-26 (VdGS 6): Fantasia 11 a-Moll
- MB-27 (VdGS 7): Fantasia 12 a-Moll
- MB-28 (VdGS 8): Fantasia 13 d-dorisch
- MB-29 (VdGS 9): Fantasia 14 d-dorisch
- MB-30 (VdGS 10): Fantasia 15 D-Dur
- MB-31 (VdGS 11): Fantasia 16 g-dorisch
- MB-32 (VdGS 12): Fantasia 17 c-dorisch
- Fantasia 18 D-Dur (Mico zugeschrieben)[8]
- Fantasia 19 c-dorisch (Mico zugeschrieben)[8]

Wichtigste Quelle: Manuskript Mus. 517-20 der Bibliothek von Christ Church (Oxford), vier Bände mit den Einzelstimmen der 17 Fantasien für vier Gamben MB-16 bis MB-32 (neben solchen von Alfonso Ferrabosco II, John Ward und John Jenkins). Ein unbekannter englische Kopist fertigte die Abschrift zwischen 1630 und 1650 an.

### Werke für fünf Gamben
(für zwei Diskant-, Alt-, Tenor- und Bassgambe)
- MB-33 (VdGS 1): Pavane 1 F-Dur
- MB-34 (VdGS 2): Pavane 2 d-Moll
- MB-35 (VdGS 3): Pavane 3 a-Moll
- MB-36 (VdGS 1): Fantasia 1 c-dorisch
- MB-37 (VdGS 2): Fantasia 2 c-dorisch
- MB-38 (VdGS 3): Fantasia 3 F-Dur
- MB-39 (VdGS 4): Fantasia 4 d-dorisch
- MB-40: In Nomine, d-dorisch
- MB-41: Latral, Part I und Part II, a-Moll

Diese beiden letztgenannten Werke haben nicht-zyklische Variationsformen, die für die englische Musik in Renaissance und Frühbarock typisch sind:
Das In Nomine ist eine ausschließlich britische musikalische Form, die etwa 150 Jahre ununterbrochen gepflegt wurde, hauptsächlich in Werken für vier- oder fünfstimmiges Gambenconsort. Alle Kompositionen mit diesem Titel verwenden das gleiche 55-tönige Thema in langen Notenwerten nach Art eines Cantus firmus, meist (wie auch bei Mico) in der zweiten Oberstimme, und setzen die anderen Stimmen frei im imitierenden Satz hinzu. Dieses Thema basiert auf der zweiten Stimme der Messe Gloria tibi Trinitas von John Taverner und ist dort im Benediktus mit „In nomine Domini“ textiert.
Für die Machart des zweiten Werks ist hingegen kein weiteres Beispiel bekannt: Der erste Satz beruht auf einem Madrigal von Claudio Monteverdi aus Il terzo libro de Madrigal a cinque voci (1592). Dessen zweiten Satz, im Original mit „Là tra'l sangu'e le morti“ überschrieben, wurde hier von Mico für fünf Gamben bearbeitet. Die Musik ist im Mittelteil durch starke absteigende Chromatik in allen Stimmen gekennzeichnet. Der zweite Satz stellt eine freie Replik Micos darauf dar, mit entsprechend aufsteigender Chromatik.

## Weblink
- Noten und Audiodateien von Richard Mico im International Music Score Library Project

## Bibliographie
- J. Bennett und P. Willetts: Richard Mico, Chelys 7 (1977), S. 24–46
- J. Bennett: Byrd and Jacobean Consort Music: a Look at Richard Mico in: Byrd Studies, herausgegeben von A. Brown and R. Turbet (Cambridge, 1992), S. 129–40
- A. Hanley: Mico und Jenkins: 'Musitians of Fame under King Charles I' , in: John Jenkins and his Time, herausgegeben von A. Ashbee, Oxford 1996, S. 161–169
- R. Thompson: A Further Look at the Consort Music Manuscripts in Archbishop Marsh's Library, Dublin, Chelys 24 (1995), S. 3–18